# Sân bay Kenge
Sân bay Kenge (ICAO: FZCS) là một sân bay ở Kenge, Cộng hòa Dân chủ Congo.